# San Ludovico di Tolosa che incorona il fratello Roberto d'Angiò
Il San Ludovico di Tolosa che incorona il fratello Roberto d'Angiò è un dipinto tempera su tavola (250×188 cm) eseguito nel 1317 circa da Simone Martini e conservato presso il museo nazionale di Capodimonte a Napoli.

## Storia
L'opera fu eseguita da Martini, su commissione di Roberto d'Angiò, durante il suo soggiorno a Napoli avvenuto proprio intorno al 1317 (anno della canonizzazione di Ludovico), e fa seguito ai rapporti già esistenti tra la Casa d'Angiò e il pittore senese: questi già nei suoi affreschi assisiati aveva raffigurato, per due volte, San Ludovico e probabilmente, sempre ad Assisi, aveva dedicato al santo angioino un intero ciclo murale, nella cappella a San Ludovico precedentemente dedicata, poi completamente ridipinta, nel Cinquecento da Dono Doni.
Il dipinto ha una notevole rilevanza nel contesto storico napoletano in quanto testimonia un preciso momento politico: il momento in cui san Ludovico di Tolosa incorona il fratello minore Roberto.
Ludovico, che nel 1296 aveva abdicato al trono del padre Carlo II d'Angiò in favore di Roberto per entrare nell'ordine francescano,  al momento della realizzazione della tavola era appena stato canonizzato; il nuovo re di Napoli, quindi, con questo dipinto intese creare un manifesto politico che legittimasse il suo potere.
Ma in verità, la tavola testimonia anche un altro, più sottile, aspetto politico. Ludovico d'Angiò, infatti, aderì senza riserve alla corrente spirituale del movimento francescano, cioè quella fazione che interpretava in modo rigido l'insegnamento di Francesco, in particolare sulla necessità di vivere poveramente: fazione presto entrata in odor di eresia ed avversata dalla parte moderata dell'Ordine (i conventuali) e dalle gerarchie ecclesiastiche.
La stessa tiara vescovile non rientrava affatto tra i desideri di Ludovico, anelante al contrario a condurre una vita più che mai umile. La dignità vescovile gli venne praticamente imposta quale condizione per entrare nell'Ordine e superare così le resistenze del padre, contrario all'ingresso del figlio tra i frati minori, tanto più conoscendone le tendenze spirituali. In sostanza, la sua elevazione a vescovo di Tolosa (episodio in effetti insolito per un “semplice” frate, per altro appena ordinato) ebbe la finalità di attenuare il clamore che comportava l'adesione di un rampollo di tale lignaggio alla corrente spirituale.
Ciò, tuttavia, non impedì a Ludovico di attuare i suoi propositi di povertà, come la sua stessa morte di stenti testimonia.
Ma nella tavola di Simone Martini tutto ciò è accuratamente occultato. Ludovico è raffigurato in posa regale, il saio francescano è quasi nascosto da un manto lussuoso, ulteriormente arricchito da Simone con inserti preziosi. Anche nelle storiette della predella Ludovico è riccamente abbigliato.
Il dipinto di Capodimonte quindi, oltre a celebrare il casato angioino, si inscrive in quel programma, figurativo e non solo, di damnatio memoriae della componente spirituale del francescanesimo, programma che ha avuto avvio con la redazione della Legenda Maior di Bonaventura da Bagnoregio – biografia ufficiale, per così dire “normalizzante” del Santo – e di cui lo stesso ciclo giottesco della Basilica inferiore di Assisi è espressione (ne sono espunti, infatti, gli aspetti più crudi dell'esempio di Francesco, come l'abbraccio ai lebbrosi o l'iniziale romitaggio).
L'opera fu inizialmente eseguita per il cappellone di Sant'Antonio, presso la basilica di San Lorenzo Maggiore. Solo successivamente, nel 1927, la stessa fu trasferita nel real museo borbonico prima ed in quello di Capodimonte poi.
La pala infine ha anche un primato, quello di contenere nella pittura italiana la raffigurazione di un personaggio vivente (Roberto d'Angiò).

## Descrizione
La tavola assume la tipica conformazione di quelle del periodo bizantino. Le figure dei personaggi sono intere; quella di Ludovico, posta al centro della tavola nell'atto di incoronamento, è frontale ed indossa un piviale con gli attributi propri, episcopale, pastorale e mitra.
Sopra il santo due angeli sorreggono la corona, mentre al suo fianco, in proporzioni minori, seguendo il principio della gerarchia tradizionale, è rappresentato in ginocchio Roberto d'Angiò, nuovo re di Napoli.
I contorni della pala vedono una decorazione blu scura con gigli, proprio a rappresentare la casa d'Angiò. La tavola è poi completata nella parte inferiore dalla predella, in cui sono rappresentate con linguaggio giottesco cinque scene della vita del santo ed un miracolo attribuito a lui dopo la sua morte (avvenuta nel 1297).
Il fondo oro, infine, è un ulteriore elemento di matrice bizantina.